# 蒂姆·明钦
蒂莫西·大卫·"蒂姆"·明钦（1975年10月7日—）又译作丁门庆，是一位澳大利亚喜剧家、演员和音乐家。
蒂姆·明钦以他的音乐喜剧而闻名，其发表了6张CD、3张DVD，并在世界各地进行现场喜剧演出。他也经常登上澳大利亚、英国和美国等地的电视台表演。2002年从西澳大学和西澳表演藝術學院毕业后，蒂姆·明钦搬到了墨尔本。他的成名作“阴暗面”（Dark Side）在墨尔本国际喜剧节和爱丁堡艺穗节上获得巨大成功，使他进入了公众视野。
2008年一部关于蒂姆·明钦的纪录片《摇滚书呆子》（Rock N Roll Nerd）在影院上映，后在2009于ABC电视播出。他也是根据罗尔德·达尔的小说玛蒂尔达改编的音乐剧玛蒂尔达的作曲和作词者，该剧获得2012年戏剧奥利弗奖最佳音乐剧。2013年他在Showtime電視網的电视剧加州靡情中扮演了一位摇滚明星阿提库斯·费奇。

## 外部連結
- 官方网站
- Rock N Roll Nerd – The Tim Minchin Documentary website （页面存档备份，存于）
- 蒂姆·明钦在互联网电影资料库（IMDb）上的資料（英文）
- YouTube上的蒂姆·明钦頻道
- 蒂姆·明钦的X（前Twitter）
- 蒂姆·明钦的MySpace主頁
- YouTube Interview on Australian Sceptics vodcast, The TANK Vodcast, 2007 （页面存档备份，存于）
- Tim Minchin's song 'If I Didn't Have You' (Secret Policeman's Ball) （页面存档备份，存于）
- Storm Movie Production Blog
- Tim Minchin in Californication （页面存档备份，存于）